# Tang Wei
Tang Wei (chinês simplificado: 汤唯; chinês tradicional: 湯唯; pinyin: Tāng Wéi; hangul: 탕웨이; nascida em 7 de outubro de 1979) é uma atriz chinesa. Ela alcançou fama internacional por seu papel no vencedor do Leão de Ouro Se, jie (2007) de Ang Lee, e ganhou mais aclamação por suas atuações em Man-choo (2010), Bei Jing yu shang Xi Ya Tu (2013), Huang jin shi dai (2014), Diqiu zuihou de yewan (2018) e Heojil gyeolsim (2022). Tang é a primeira e única não coreana a ser homenageada como Melhor Atriz no Baeksang Arts Awards (duas vezes), Blue Dragon Film Awards, Chunsa Film Art Awards e Buil Film Awards. Ela também é a primeira atriz asiática a ganhar o Trophée Chopard, que recebeu no Festival de Cinema de Cannes de 2008.
Tang apareceu em várias ocasiões na lista Forbes China Celebrity 100, classificando-se em 72º lugar em 2008, 70º em 2013, 38º em 2014, e 55º em 2015.

## Vida e carreira

### 1979–2005: Início da vida e da carreira
Em 1979, Tang Wei nasceu em Hangzhou, Zhejiang. Seu pai, Tang Yuming, é pintor, e sua mãe, Shi Xifeng, é atriz de ópera Yue.
De 1992 a 1994, Tang frequentou a escola em Shenzhen, Guangdong, devido ao trabalho de seu pai. Ela se formou em uma escola profissionalizante em Hangzhou, onde estudou belas artes, em 1996 e trabalhou como modelo depois. Inicialmente aspirando a estudar atuação na Central Academy of Drama, ela falhou três vezes antes de ser admitida no programa de direção em 2000 em sua quarta tentativa. Na universidade, ela chamou a atenção do produtor Yuan Hong e do diretor de teatro taiwanês Stan Lai, levando-a a ser escalada para uma produção da peça deste último A Dream Like a Dream, um papel que ela desempenhou até ser escalada para o filme Se, jie em 2006.
Em 2004, Tang estrelou uma série de TV, Policewoman Swallow (2004) e uma peça de teatro, Che Guevara. Ela também apareceu nos dramas de TV Sons and Daughters of the Red Cross (2004), Leaving Seafront Street (2005), East Meets West (2005), Born in the 60s (2006) e Silent Tears (2006).

### 2006–09:Se, jiee proibição

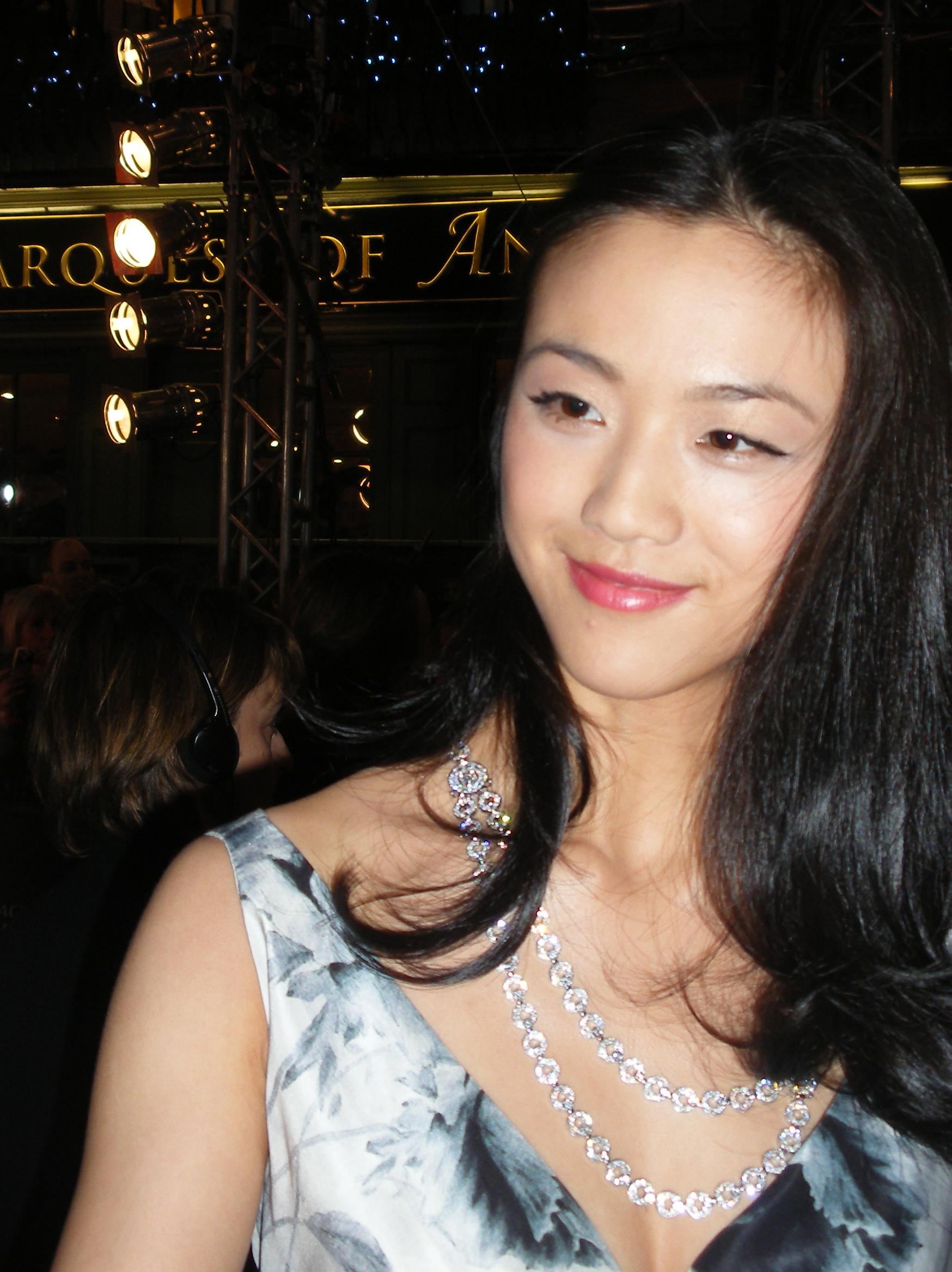
Tang na 61ª Edição dos Prêmios da Academia Britânica de Cinema em 2008

Em julho de 2006, Tang foi escalada entre mais de 10.000 atrizes para estrelar o clássico filme de Ang Lee, Se, jie (2007), adaptado da novela de Eileen Chang inspirada na história da espiã Zheng Pingru. Tang aprendeu Xangainês e Suzhou Pingtan, que é cantado no dialeto de Suzhou, para seu papel. Ela ganhou o Golden Horse Award de Melhor Nova Intérprete e foi indicada ao Independent Spirit Award e ao BAFTA Award pelo filme.
Apesar da aclamação da crítica por sua performance, a Administração Estatal de Rádio, Cinema e Televisão da China (SARFT) ordenou a proibição da mídia sobre Tang por causa da natureza sexual de sua performance. Todos os anúncios impressos e conteúdo de destaque usando Tang foram removidos, e seus endossos foram descontinuados. Em agosto de 2008, Tang obteve a cidadania de Hong Kong por meio do Esquema de Admissão de Migrantes de Qualidade, que deveria permitir que ela trabalhasse em um mercado relativamente livre de censura. Ela, no entanto, foi substituída por Maggie Q no filme de época de grande orçamento de Tian Zhuangzhuang, Lang zai ji (2009). Em fevereiro de 2009, durante sua ausência do show business, Tang frequentou brevemente aulas de teatro na Universidade de Reading, no Reino Unido.

### 2009–11: Retorno à tela
Em 2009, Bill Kong, chefe da Edko Films e produtor executivo de Se, jie deu a Tang a chance de se relançar com a comédia romântica de Hong Kong Yut mun Hinneisi (2010), dirigida por Ivy Ho. Para seu papel, Tang aprimorou seu cantonês, que ela havia aprendido durante seus dias de escola em Shenzhen, Guangdong. Yut mun Hinneisi é o primeiro filme estrelado por Tang a ser exibido na China desde Se, jie marcando o fim da proibição. Ela foi indicada ao Golden Horse Award de Melhor Atriz Principal e ao Prêmio Cinematográfico de Hong Kong de Melhor Atriz por este filme.
De novembro de 2009 a março de 2010, Tang filmou ao lado de Hyun Bin em Man-choo (2010), dirigido por Kim Tae-yong. O filme foi rodado em Seattle, Washington. A atuação de Tang conquistou o público sul-coreano e fez dela a única não coreana a ganhar o Baeksang Award de Melhor Atriz.
Em setembro de 2010, foi anunciado que ela apareceria no filme de tributo ao PCC Jian dang wei ye interpretando o papel de Tao Yi, uma antiga namorada de Mao Zedong. No entanto, suas cenas foram cortadas na versão teatral, supostamente a pedido do neto de Mao Zedong, Mao Xinyu. Em dezembro de 2011, ela dublou a personagem de Pia Sahastrabuddhe, originalmente interpretada por Kareena Kapoor, na versão chinesa do filme de Bollywood 3 Idiots (2009).
Tang retornou ao cinema convencional com dois grandes filmes; Ji su tian shi, um filme de corrida de carros dirigido por Jingle Ma, e Wu xia um épico de artes marciais dirigido por Peter Chan. Embora Ji su tian shi tenha sido um fracasso comercial, Wu xia foi bem-sucedido e foi eleito o oitavo melhor filme de 2012, de acordo com a revista Time.

### 2013–presente: Ressurgimento da carreira
Em 2013, Tang estrelou ao lado do ator Wu Xiubo na comédia romântica dirigida por Xue Xiaolu, Bei Jing yu shang Xi Ya Tu. O sucesso inesperado arrecadou US$ 85 milhões nas bilheterias da China e Tang recebeu ótimas críticas por sua atuação. Ela ganhou o prêmio de Melhor Atriz no 21º Beijing College Student Film Festival.
Tang foi então escalada para interpretar a escritora Xiao Hong no filme biográfico de Ann Hui, Huang jin shi dai, que foi encerrado no Festival Internacional de Cinema de Veneza. Embora muito aguardado, o filme recebeu críticas mistas e fracassou nas bilheterias. No entanto, sua atuação recebeu muitos elogios da crítica nacional.
Tang fez sua estreia no cinema em inglês em Blackhat, um thriller de ação co-estrelado por Chris Hemsworth e Wang Leehom, seu colega de elenco em Se, jie (2007). Ela também estrelou em San cheng ji, baseado nas experiências de guerra dos pais de Jackie Chan. Durante as filmagens de San cheng ji em Xangai, Tang foi vítima de um golpe de telecomunicações e foi roubada em US$ 34.692 (210.000 yuans).
Tang e Wu se uniram novamente para filmar a sequência de Bei Jing yu shang Xi Ya Tu (2013), intitulada Bei Jing yu shang Xi Ya Tu 2 (2016) que foi um sucesso comercial. Com este filme, ela foi indicada como Melhor Atriz no Prêmio Cinematográfico de Hong Kong pela sexta vez, estabelecendo um recorde de indicações, mas não ganhou o prêmio na história.
Em 2017, Tang foi escalada como a protagonista feminina de Diqiu zuihou de yewan, dirigido por Bi Gan. O filme foi exibido na seção Un Certain Regard no Festival de Cinema de Cannes de 2018.
Em 2019, Tang retornou à telinha com o drama histórico Da ming feng hua. No mesmo ano, ela estrelou o filme Chui shao ren, dirigido por Xue Xiaolu.
Em 2022, Tang estrelou o filme de mistério e romance sul-coreano Heojil gyeolsim, dirigido por Park Chan-wook, com aclamação da crítica. Em abril de 2022, o filme foi selecionado para competir pela Palma de Ouro no Festival de Cinema de Cannes de 2022, onde Park Chan-wook ganhou o prêmio de Melhor Diretor. Por seu papel como uma imigrante chinesa na Coreia do Sul suspeita de assassinato, Tang se tornou a primeira não coreana homenageada como Melhor Atriz no Baeksang Arts Awards, que foi pela segunda vez, Blue Dragon Film Awards, Chunsa Film Art Awards e Buil Film Awards.

## Vida pessoal
Em 2014, Tang se casou com o diretor de cinema sul-coreano Kim Tae-yong no jardim da frente da casa de Ingmar Bergman na remota ilha sueca de Fårö. Uma cerimônia formal de casamento foi realizada mais tarde em Hong Kong, com apenas familiares próximos como convidados. Em agosto de 2016, Tang Wei deu à luz sua filha, Summer.

## Filmografia

### Cinema
| Ano  | Título                       | Personagem        | Notas                     |
| ---- | ---------------------------- | ----------------- | ------------------------- |
| 2007 | Se, jie                      | Wong Chia Chi     |                           |
| 2010 | Yut mun Hinneisi             | Oi-lin            |                           |
| 2010 | Man-choo                     | Anna              |                           |
| 2011 | Wu xia                       | Ayu               |                           |
| 2011 | Ji su tian shi               | Hong Xiaoyi       |                           |
| 2011 | Jian dang wei ye             | Tao Yi            | Cenas removidas           |
| 2011 | 3 Idiots                     | Pia Sahastrabuddh | Dublagem em mandarim      |
| 2013 | Bei Jing yu shang Xi Ya Tu   | Jia Jia           |                           |
| 2014 | Huang jin shi dai            | Xiao Hong         |                           |
| 2015 | Blackhat                     | Chen Lien         | Estreia em língua inglesa |
| 2015 | Zhuo yao ji                  | Dealer            | Participação especial     |
| 2015 | Ming zhong zhu ding          | Fang Yuan         |                           |
| 2015 | San cheng ji                 | Chen Yuerong      |                           |
| 2015 | Hua li shang ban zu          | Sophie            |                           |
| 2016 | Bei Jing yu shang Xi Ya Tu 2 | Jiao Ye           |                           |
| 2018 | Diqiu zuihou de yewan        | Wan Qiwen         |                           |
| 2019 | Push and Shove               | Sra. Chai         | Participação especial     |
| 2019 | Chui shao ren                | Zhou Siliang      |                           |
| 2022 | Heojil gyeolsim              | Seo-rae           |                           |
| 2024 | Wonderland                   | Bai Li            |                           |

### Televisão
| Ano  | Título                              | Personagem  | Notas                 |
| ---- | ----------------------------------- | ----------- | --------------------- |
| 1998 | Chinese Female Football             | Goleiro     | Participação especial |
| 2004 | Policewoman Swallow                 | Swallow     | Estréia               |
| 2004 | Sons and Daughters of the Red Cross | Ning Xiaoya |                       |
| 2005 | Brother, Brother                    | Secretária  |                       |
| 2005 | Leaving Seafront Street             | Yan Lei     |                       |
| 2005 | Qingqian Nalati                     | Chen Yan    |                       |
| 2006 | Born in the 60s                     | Yue Linlin  |                       |
| 2006 | Silent Tears                        | Shang Li    |                       |
| 2019 | Da ming feng hua                    | Sun Ruowei  |                       |

### Teatro
| Ano  | Título               | Personagem     |
| ---- | -------------------- | -------------- |
| 2001 | A Dream Like a Dream | Lai Shengchuan |
| 2004 | Che Guevara          | Yang Ting      |

### Aparições em videoclipes
| Ano  | Título | Artista                                            |
| ---- | ------ | -------------------------------------------------- |
| 2024 | Shh..  | IU (com Hyein e Wonsun Joe; narração de Patti Kim) |

## Prêmios e indicações
| Ano  | Associações                                    | Categoria                                    | Nomeações                    | Resultado   |
| ---- | ---------------------------------------------- | -------------------------------------------- | ---------------------------- | ----------- |
| 2007 | Alliance of Women Film Journalists             | Melhor Revelação                             | Se, jie                      | Indicada    |
| 2007 | Alliance of Women Film Journalists             | Melhor Representação de Nudez ou Sexualidade | Se, jie                      | Indicada    |
| 2007 | 20th Chicago Film Critics Association Awards   | Artista Mais Promissor                       | Se, jie                      | Indicada    |
| 2007 | 44th Golden Horse Awards                       | Melhor Atriz                                 | Se, jie                      | Indicada    |
| 2007 | 44th Golden Horse Awards                       | Melhor Novo Artista                          | Se, jie                      | Venceu      |
| 2007 | 1st Iron Elephant Awards                       | Melhor Atriz                                 | Se, jie                      | Venceu      |
| 2008 | 2nd Asian Film Awards                          | Melhor Atriz                                 | Se, jie                      | Indicada    |
| 2008 | Asian Film Critics Association Awards          | Melhor Atriz                                 | Se, jie                      | Indicada    |
| 2008 | Asian Film Critics Association Awards          | Melhor Novo Artista                          | Se, jie                      | Venceu      |
| 2008 | 61st Prêmios da Academia Britânica de Cinema   | Prêmio Estrela em Ascensão                   | Ela mesma                    | Indicada    |
| 2008 | 61st Festival de Cinema de Cannes              | Trophée Chopard                              | Ela mesma                    | Venceu      |
| 2008 | 8th Chinese Film Media Awards                  | Melhor Atriz                                 | Se, jie                      | Indicada    |
| 2008 | 8th Chinese Film Media Awards                  | Melhor Revelação                             | Se, jie                      | Venceu      |
| 2008 | 23rd Independent Spirit Awards                 | Melhor Atriz                                 | Se, jie                      | Indicada    |
| 2010 | 47th Golden Horse Awards                       | Melhor Atriz                                 | Yut mun Hinneisi             | Indicada    |
| 2011 | 11th Chinese Film Media Awards                 | Melhor Atriz                                 | Yut mun Hinneisi             | Venceu      |
| 2011 | 30th Prêmios Cinematográficos de Hong Kong     | Melhor Atriz                                 | Yut mun Hinneisi             | Indicada    |
| 2011 | 17th Hong Kong Film Critics Society Award      | Melhor Atriz                                 | Yut mun Hinneisi             | Indicada    |
| 2011 | 32nd Blue Dragon Film Awards                   | Melhor Atriz                                 | Man-choo                     | Indicada    |
| 2011 | 47th Baeksang Arts Awards                      | Melhor Atriz                                 | Man-choo                     | Venceu      |
| 2011 | 47th Baeksang Arts Awards                      | Atriz Mais Popular                           | Man-choo                     | Indicada    |
| 2011 | 12th Busan Film Critics Awards                 | Melhor Atriz                                 | Man-choo                     | Venceu      |
| 2011 | 20th Buil Film Awards                          | Melhor Atriz                                 | Man-choo                     | Indicada    |
| 2011 | 31st Korean Association of Film Critics Awards | Melhor Atriz                                 | Man-choo                     | Venceu      |
| 2011 | Cine21 Awards                                  | Atriz do Ano                                 | Man-choo                     | Venceu      |
| 2012 | 3rd KOFRA Film Awards                          | Melhor Atriz                                 | Man-choo                     | Venceu      |
| 2012 | 9th Huading Awards                             | Melhor Atriz                                 | Man-choo                     | Indicada    |
| 2012 | 13th Women in Film Korea Festival              | Melhor Atriz                                 | Man-choo                     | Indicada    |
| 2012 | 31st Prêmios Cinematográficos de Hong Kong     | Melhor Atriz                                 | Wu xia                       | Indicada    |
| 2013 | 10th Huading Awards                            | Melhor Atriz                                 | Bei Jing yu shang Xi Ya Tu   | Indicada    |
| 2013 | 10th Guangzhou Student Film Festival           | Atriz Mais Popular                           | Bei Jing yu shang Xi Ya Tu   | Venceu      |
| 2013 | 22nd Shanghai Film Critics Awards              | Melhor Atriz                                 | Bei Jing yu shang Xi Ya Tu   | Venceu      |
| 2014 | 21st Beijing College Student Film Festival     | Melhor Atriz                                 | Bei Jing yu shang Xi Ya Tu   | Venceu      |
| 2014 | 5th China Film Director's Guild Awards         | Melhor Atriz                                 | Bei Jing yu shang Xi Ya Tu   | Venceu      |
| 2014 | 32nd Hundred Flowers Awards                    | Melhor Atriz                                 | Bei Jing yu shang Xi Ya Tu   | Indicada    |
| 2014 | 33rd Prêmios Cinematográficos de Hong Kong     | Melhor Atriz                                 | Bei Jing yu shang Xi Ya Tu   | Indicada    |
| 2014 | 2nd China International Film Festival London   | Melhor Atriz                                 | Huang jin shi dai            | Venceu      |
| 2014 | 6th International Chinese Film Festival        | Melhor Atriz                                 | Huang jin shi dai            | Venceu      |
| 2014 | 8th Asia Pacific Screen Awards                 | Melhor Performance de uma Atriz              | Huang jin shi dai            | Indicada    |
| 2015 | 22nd Beijing College Student Film Festival     | Melhor Atriz                                 | Huang jin shi dai            | Indicada    |
| 2015 | 30th Golden Rooster Awards                     | Melhor Atriz                                 | Huang jin shi dai            | Indicada    |
| 2015 | 51st Golden Horse Awards                       | Melhor Atriz Principal                       | Huang jin shi dai            | Indicada    |
| 2015 | 9th Hong Kong Film Directors' Guild Awards     | Melhor Atriz                                 | Huang jin shi dai            | Venceu      |
| 2015 | 9th Asian Film Awards                          | Melhor Atriz                                 | Huang jin shi dai            | Indicada    |
| 2015 | 34th Prêmios Cinematográficos de Hong Kong     | Melhor Atriz                                 | Huang jin shi dai            | Indicada    |
| 2016 | 35th Prêmios Cinematográficos de Hong Kong     | Melhor Atriz                                 | San cheng ji                 | Indicada    |
| 2017 | 36th Prêmios Cinematográficos de Hong Kong     | Melhor Atriz                                 | Bei Jing yu shang Xi Ya Tu 2 | Indicada    |
| 2022 | 27th Chunsa Film Art Awards                    | Melhor Atriz                                 | Heojil gyeolsim              | Venceu      |
| 2022 | 31st Buil Film Awards                          | Melhor Atriz                                 | Heojil gyeolsim              | Venceu      |
| 2022 | 58th Grand Bell Awards                         | Melhor Atriz                                 | Heojil gyeolsim              | Indicada    |
| 2022 | 42nd Korean Association of Film Critics Awards | Melhor Atriz                                 | Heojil gyeolsim              | Venceu      |
| 2022 | 43rd Blue Dragon Film Awards                   | Melhor Atriz                                 | Heojil gyeolsim              | Venceu      |
| 2022 | 3rd Sunset Circle Awards                       | Melhor Atriz                                 | Heojil gyeolsim              | Indicada    |
| 2022 | 9th Korean Film Producers Association Awards   | Melhor Atriz                                 | Heojil gyeolsim              | Venceu      |
| 2022 | 27th Florida Film Critics Circle Awards        | Melhor Atriz                                 | Heojil gyeolsim              | Vice-campeã |
| 2022 | Cine21 Awards                                  | Atriz do Ano                                 | Heojil gyeolsim              | Venceu      |
| 2022 | 7th New Mexico Critics Awards                  | Melhor Atriz Coadjuvante                     | Heojil gyeolsim              | Venceu      |
| 2022 | 42nd Golden Cinematography Awards              | Melhor Atriz                                 | Heojil gyeolsim              | Venceu      |
| 2022 | 17th Dublin Film Critics' Circle Awards        | Melhor Atriz                                 | Heojil gyeolsim              | Indicada    |
| 2022 | 2022 Kinolights Awards                         | Atriz do Ano (Estrangeira)                   | Heojil gyeolsim              | 1º          |
| 2023 | 12nd Georgia Film Critics Association Awards   | Melhor Atriz                                 | Heojil gyeolsim              | Indicada    |
| 2023 | 20th International Cinephile Society Awards    | Melhor Atriz                                 | Heojil gyeolsim              | Indicada    |
| 2023 | 16th Asian Film Awards                         | Melhor Atriz                                 | Heojil gyeolsim              | Venceu      |
| 2023 | 21st Director's Cut Awards                     | Melhor Atriz no Cinema                       | Heojil gyeolsim              | Venceu      |
| 2023 | 59th Baeksang Arts Awards                      | Melhor Atriz – Cinema                        | Heojil gyeolsim              | Venceu      |

## Outras honrarias
- 2004 - Finalista do Miss Universo China
- 2007 - New York Times a listou como uma das 15 melhores artistas de 2007
- 2007 - Os 10 melhores atores para assistir da Variety
- 2022 - O cinema Metrograph de Nova Iorque a homenageia com "Starring Tang Wei" durante todo o mês de novembro